# Akcja Kontynentalna
Akcja Kontynentalna – powołana na przełomie 1940/41, z inicjatywy rządu gen. Władysława Sikorskiego – jako wspólne przedsięwzięcie emigracyjnego Ministerstwa Spraw Wewnętrznych oraz sekcji mniejszości polskich EU/P brytyjskiego Special Operations Executive – sieć konspiracyjnych struktur w środowiskach polonijnych do „walki tajnej z wrogiem wszystkimi sposobami z wyjątkiem walki zbrojnej otwartej”. Nadzorujący „Akcję” ówczesny minister spraw wewnętrznych prof. Stanisław Kot zdefiniował te działania (przez analogię do niemieckiej „piątej”) jako „szóstą kolumnę”. Był to więc szeroki zakres prac w dziedzinie informacji i dywersji politycznej, propagandowej, wywiadowczej i sabotażowej, ale nie będących sensu stricto żadną z nich, choć zmierzających do tego samego celu na terenach okupowanych (poza Polską) lub pozostających pod wpływem wroga.
(...) polskie placówki dyplomatyczne były w bardzo delikatnym położeniu, a to na skutek utraty oparcia o własne terytorium państwowe (...) W niektórych państwach polskie placówki dyplomatyczne były zmuszone do wykazywania wyjątkowej ostrożności z uwagi na to, że przywileje dyplomatyczne mogły zostać w każdej chwili cofnięte (...) W innych państwach już samo istnienie polskiej placówki było stale zagrożone, ze względu na presję Niemców na rządy, przy których była akredytowana. (...) W szczególnym położeniu polskich władz, polityczna sieć Akcji Kontynentalnej miała do odegrania poważną rolę zastępczą w stosunku do polskiej służby zagranicznej tam, gdzie bezpośrednie działanie dyplomatyczne było utrudnione lub kłopotliwe. (...) Polska nie wypowiadając wojny satelitom Niemiec zachowała wewnątrz wielkiej koalicji prawo utrzymywania z nimi stosunków. Polityczna i moralna pozycja Polski w zachodnim świecie była wówczas silna, stąd też mogła ona występować w roli zarówno państwa zainteresowanego dalszymi i perspektywicznymi stosunkami z tymi krajami z uwagi na swe położenie geopolityczne, jak i w roli pośrednika między tymi państwami a Wielką Brytanią. Jawnej dyplomacji rzecz jasna z tymi państwami nie można było prowadzić i dlatego Akcja Kontynentalna przejęła m.in. to zadanie.
W ramach działalności „pionu wojskowego” zrzucono ok. 45 polskich spadochroniarzy jako agentów SOE głównie do państw zachodniej Europy (poza Polskę).

## Geneza utworzenia i rozwój
Impulsem do utworzenia „Akcji” stały się oddolne inicjatywy działaczy polonijnych na północy Francji, tworzących lokalne grupy konspiracyjne. Zarząd Związku Polaków w Londynie skierował do Francji swego specjalnego wysłannika, aby wstrzymał tworzenie takich struktur przed powołaniem tajnej polskiej organizacji konspiracyjnej.
Jesienią 1940 Jan Librach, do wybuchu wojny I sekretarz ambasady R.P. w Paryżu przygotował i przedłożył rządowi R.P. na uchodźstwie swój memorial o potrzebie budowy konspiracji w środowisku Polonii we Francji. W listopadzie 1940 autorem podobnego memoriału był ppłk Jan Kowalewski. Jak podkreślał Librach w napisanej po wojnie notatce encyklopedycznej – „nie było, poza ogólnymi założeniami walki z wrogiem, związku organizacyjnego pomiędzy Akcją Kontynentalną a kierowanymi z Londynu pracami krajowymi”, tj. organizowanymi przez Oddział VI (Specjalny) Sztabu Naczelnego Wodza lotniczymi zrzutami Cichociemnych, broni, sprzętu i pieniędzy dla Armii Krajowej.
19 listopada 1940 gen. Władysław Sikorski na posiedzeniu rządu zaprezentował plan polsko-brytyjskich działań wzmacniania „nastrojów proalianckich za pośrednictwem zaufanych emisariuszy” zwłaszcza we Francji, Jugosławii, Włoszech i na Węgrzech, przygotowany przez prof. Stanisława Kota na podstawie opracowań Jana Libracha oraz ppłk Jana Kowalewskiego. 24 grudnia 1940 gen. Władysław Sikorski zaproponował ministrowi wojny ekonomicznej Hughowi Daltonowi (nadzorującemu brytyjskie SOE) podjęcie współpracy. Po decyzji brytyjskich władz powołano w SOE sekcję mniejszości polskich EU/P, w celu wspierania konspiracji w środowiskach polonijnych.
Akcja Kontynentalna rozpoczęła swoje istnienie dzięki decyzji Winstona Churchilla, który wyraził zgodę na prace wywrotowe polskich organizacji w ogólnym interesie sprzymierzonych w krajach innych niż Stany Zjednoczone A.P.

## Zadania i struktura
19 stycznia 1941 roku Komitet Ministrów rządu R.P. na uchodźstwie zdefiniował cel „Akcji” jako „walka tajna z wrogiem wszystkimi sposobami z wyjątkiem walki zbrojnej otwartej”. Jak podkreśla Jan Librach – „sieć polityczna Akcji Kontynentalnej odegrała poważną rolę zastępczą w stosunku do Polskiej Służby Zagranicznej”; można w uproszczeniu stwierdzić, że była quasi służbą dyplomatyczną, a także siecią wywiadowczą polskiej dyplomacji. Początkowo realizowała głównie cele wywiadowcze i propagandowe. Warto zauważyć, że Akcja Kontynentalna w części funkcjonowała jako tzw. wywiad społeczny (uspołeczniony).
Podstawowymi zadaniami Akcji miały być: informacja i propaganda antyniemiecka oraz wywiad gospodarczy i wojskowy przeciwko Niemcom. Od listopada 1942 roku – po naciskach SOE i groźbie odebrania funduszy – w „Akcji” utworzono tzw. pion wojskowy, kierowany przez Wydział Specjalny MSWojsk./MON. Miał organizować w ograniczonym zakresie realizację zadań sabotażowo – dywersyjnych w krajach okupowanych, głównie we Francji oraz Belgii. We Francji POWN przyjęła jednak taktykę wyczekiwania, nie prowadziła prawie żadnych działań bojowych aż do wiosny 1944.
„Akcja Kontynentalna, aczkolwiek w pierwszej kolejności służyła polskiemu rządowi w mobilizacji wszystkich możliwych sił, jako wkład do wspólnego wysiłku wojennego aliantów, była zarazem w bezpośrednim interesie Wielkiej Brytanii.
Podstawową formą organizacyjną „Akcji” we Francji, Belgii i Holandii, działającej jako Polska Organizacja Walki o Niepodległość była pięcioosobowa sekcja. Sekcje w jednej miejscowości stanowiły placówki, które tworzyły okręgi. „Akcja” strukturalnie podzielona była na dwie grupy: nieokupowaną część Francji („Południe”, „Dół”) oraz część Francji zajętą przez Niemców, Belgię i Holandię („Północ”, „Góra”). Na terenie nieokupowanej Francji działano półlegalnie, wykorzystując polskie organizacje tolerowane przez rząd Vichy, wydawano nawet polskie gazety o łącznym nakładzie ok. 25 tys. egz. Ogółem, we wrześniu 1942 roku POWN miała ok. 60 placówek w 6 okręgach oraz ok. 600 zaprzysiężonych członków. Na terenie Danii (Skandynawii) działalność Akcji oparto na przedsięwzięciach w środowisku polskich żołnierzy oraz Polaków – robotników zatrudnionych przez Niemców, zwłaszcza w oparciu o Tajną Organizację Polską.
Ze względu na inicjatorów (opanowane przez ludowców ministerstwa: MSW oraz MSWojsk./MON) oraz oparcie działalności w części na strukturach PPS w północnej Francji, także działalności przeważnie w środowiskach robotniczych, „Akcja” działająca we Francji pod szyldem POWN nie była całkowicie apolityczna.

## Obszar działania
„Akcja” działała do końca wojny, głównie we Francji oraz Szwajcarii, Hiszpanii i Portugalii (kryptonim „Angelica”, od powołania POWN – „Monica”), Belgii, Holandii, Danii oraz Szwecji („Felicja”), Jugosławii oraz Włoch („Lidia”), a także w Rumunii i Turcji („AK-RU”), Ameryce Południowej (Brazylia, Argentyna, Urugwaj, Paragwaj, Chile), pod koniec wojny również w Niemczech i na Węgrzech („Topaz”). W pełni rozwinęła się w latach 1942–1943.
„Akcja Kontynentalna, we Francji i Danii, działała na bazie masowych organizacji. Na innych terenach (...) prowadziła akcję polityczną (...) za pośrednictwem placówek i emisariuszy, na przykład w Lizbonie, Stambule, w Sztokholmie”
We Francji, Belgii oraz Holandii „Akcja” działała jako Polska Organizacja Walki o Niepodległość, jej pierwsza odprawa organizacyjna miała miejsce 6 września 1941. Placówki Akcji Kontynentalnej działały ponadto w Teheranie, Kairze, Buenos Aires, Rio de Janeiro i Chile.

## Finansowanie
W połowie 1941 gen. Władysław Sikorski przedłożył brytyjskiemu premierowi Winstonowi Churchillowi trzy memoranda, w tym jedno dotyczące zorganizowania oraz finansowania Akcji Kontynentalnej. Po akceptacji Churchilla, Brytyjczycy przyznali na działania Akcji 600 tys. funtów rocznego kredytu.
Przez cztery lata działalności „Akcji Kontynentalnej” wydatkowano ogółem zaledwie 550 tys. funtów z dostępnych wg uzgodnień 2,4 mln. Po zakończeniu wojny „Akcja” straciła sens istnienia i została rozwiązana.

## „Pion wojskowy” Akcji Kontynentalnej
Na początku października 1942 lord Selborne skierował do gen. Sikorskiego pismo, w którym podkreślił, że pomimo umowy strona polska nie realizuje zadań wojskowych oraz zagroził wstrzymaniem finansowania. W związku z tym do dymisji podał się minister Stanisław Mikołajczyk, jednak dymisja nie została przyjęta, nawet jej nie ogłoszono. Naczelny Wódz chciał przekazać całość działań Akcji Kontynentalnej swojemu Sztabowi Naczelnego Wodza, ale nie zgodził się na to szef Sztabu NW gen. Tadeusz Klimecki, podkreślając, że wojskowe zadania do których zobowiązał się wobec SOE prof. Kot są niewykonalne przy użyciu zaplanowanych środków.
Po tych naciskach SOE i groźbie wstrzymania finansowania, od listopada 1942 gen Sikorski zdecydował o rozszerzeniu działań o walkę zbrojną. W ramach „Akcji” utworzono tzw. pion wojskowy, kierowany przez Wydział Specjalny emigracyjnego Ministerstwa Spraw Wojskowych / (od 30 listopada 1942) Ministerstwa Obrony Narodowej. W celu przeprowadzenia akcji sabotażowo – dywersyjnych sekcja mniejszości polskich EU/P brytyjskiego SOE m.in. zrzuciła do państw Europy (głównie Francji, Włoch, Jugosławii, Grecji) ok. czterdziestu pięciu polskich spadochroniarzy – agentów SOE (dywersantów oraz radiotelegrafistów), niekiedy błędnie utożsamianych z Cichociemnymi. Około połowę stanowili żołnierze Samodzielnej Kompanii Grenadierów.

## Spadochroniarze Akcji Kontynentalnej
W ramach „pionu wojskowego” Akcji Kontynentalnej, od września 1941 do kwietnia 1945 zrzucono ok. 45 spadochroniarzy – agentów brytyjskiego Special Operations Executive (Kierownictwa Operacji Specjalnych), przeważnie na teren Francji (30), w celu podjęcia działań głównie wywiadowczych, propagandowych, a także sabotażowych i dywersyjnych. Część z nich powracała bezpośrednio po wykonaniu swojego zadania. Około połowę stanowili żołnierze Samodzielnej Kompanii Grenadierów.
Zrzuty 1941/1942:
- 2/3.09.1941 – por. Teodor Dzierzgowski ps. Nurmi, Francja
- 28.06.1942 – rtm. Stanisław Sokołowski, Francja

Zrzuty 1943:
- 14/15.05.1943 (operacja Shaw 1) – płk. ks. Konrad Stolarek, Jan Mika (radiotelegrafista), Francja
- 16.06.1943 – kpt. Józef Maciąg (Cpt. Nash), Jugosławia
- 23/24.07.1943 (operacja Covey) – ppor. Antoni Puciłowski (radiotelegrafista), gen. bryg. Józef Zdrojewski, Francja – komendant pionu wojskowego Akcji
- 13.09.1943 – por. Stanisław Hołły, Grecja
- 9/10.09.1943 – Julian Antoni Dobrski (Anthony Dolbey), Rodos
- 10.09.1943 – mjr Zbigniew Piątkowski (Lt. Alfred Link), Jugosławia
- 17.10.1943 – por. Leon Gradowski, Albania
- grudzień 1943 (wysłani drogą lądową) – ppor. Zygmunt Nowak (radiotelegrafista), kpt. Tadeusz Werla, Francja

Zrzuty 1944:
- 6/7.01.1944 (operacja Colony) – sierż. Leon Zapała (radiotelegrafista), sierż. Bronisław Wieterski, Francja
- 5/6.02.1944 (operacja Batch) – ppor. Dominik Fijak, ppor. Stefan Lewandowski (radiotelegrafista), Francja
- 5/6.02.1944 (operacja Bath) – sierż. Jan Grudziak (radiotelegrafista), por. Ludwik Raszka, Francja
- 7/8.02.1944 – kpt. Brunon Semmerling, Francja
- 9.02.1944 – st. sierż. Jakub Michalak, Francja
- 3/4.03.1944 (operacja Darlton) – por. Eugeniusz Biliński, kpt. Marian Cwancygier, Francja
- 3/4.03.1944 (operacja Dathworth) – ppor Bogdan Łoziński, sierż. Edward Bomba (radiotelegrafista), ppor. Zygmunt Mamczarski, Francja
- 5/6.03.1944 (operacja Darenth) – ppor. Józef Grzybowski – poległ podczas skoku z powodu nieotwarcia spadochronu, kpt. Władysław Ważny, Francja – jego sieć wywiadowcza rozpracowała 83 wyrzutnie rakiet V-1[14]
- 17/18.03.1944 – mjr Aleksander Ihnatowicz-Świat, Jugosławia – rekonesans wywiadowczy, zdobył 2 egz. rkm Fallschirmjägergewehr 42 (FG42)
- 9/10.04.1944 (operacja Davidstow I) – ppor. Henryk Bronicki, ppor. Tadeusz Krala, Francja
- 5/6.05.1944 – por. Stanisław Hołły, por. Tomasz Kurasiewicz, por. Jerzy Waletko, Grecja
- 12/13.06.1944 – kpt. Jan Majeranowski, Francja
- 3/4.07.1944 mjr – Aleksander Ihnatowicz-Świat, Płn. Włochy
- 31.07/01-08.1944 (operacja Daversham) – ppor. Bronisław Sierawski, ppor. Witold Sikorski, Francja
- 25.08.1944 – rtm. Władysław Galica, Francja
- 1/2.09.1944 – sierż. Józef Persich, Francja
- 14.09.1944 – ppor. Jerzy Skolimowski (Cpt. George Deen), Grecja
- 5/6.10.1944 – mjr Aleksander Ihnatowicz-Świat, Jugosławia
- 25.10.1944 – ppor. Jerzy Lissowski, Grecja
- 19.12.1944 – kpt. Władysław Buryn, Płn. Włochy

Zrzuty 1945:
- 29/30.03.1945 – mjr Aleksander Ihnatowicz-Świat, Włochy – m.in. w dwuosobowym zespole wysadził w rejonie miasta Aosta 7 czołgów niemieckich przy użyciu min magnetycznych z zapalnikiem czasowym
- 9.04.1945 – st. sierż. Tadeusz Brogowski, kpt. Roman Kowalik, por. Henryk Śreniawa-Saganowski, Płn. Włochy

Od stycznia 1944 do kwietnia 1945, we współpracy z emigracyjnym Ministerstwem Spraw Wewnętrznych zrzucono 32 polskich spadochroniarzy – agentów amerykańskiego OSS na teren Niemiec, w ramach odrębnego przedsięwzięcia – Project Eagle.